# Coelinius duplater
Coelinius duplater är en stekelart som beskrevs av Roy D. Shenefelt 1974. Coelinius duplater ingår i släktet Coelinius och familjen bracksteklar. Inga underarter finns listade i Catalogue of Life.